# 가곡초등학교 (경기)
가곡초등학교(嘉谷初等學校, 영어: Gagok Elementary School는 대한민국 경기도 남양주시 가곡리에 있는 공립 초등학교이다.

## 학교 연혁
- 1970년 3월 1일 마석국민학교 가곡분교장 개교
- 1971년 11월 2일 가곡국민학교 승격 인가
- 1972년 4월 6일 가곡국민학교 개교(6학급)
- 1983년 3월 5일 병설유치원 1학급 인가 개원
- 2000년 3월 1일 12학급 인가
- 2013년 3월 1일 제15대 기승복 교장선생님 취임
- 2014년 2월 18일 제42회 졸업식
- 2015년 9월 1일 제16대 차정희 교장선생님 취임
- 2018년 3월 1일 18학급 인가